# Мермут
Мермут (нем. Mermuth) — община в Германии, в земле Рейнланд-Пфальц. 
Входит в состав района Рейн-Хунсрюк. Подчиняется управлению Эммельсхаузен.  Население составляет 278 человек (на 31 декабря 2010 года). Занимает площадь 4,92 км².